# 格士德
格士德，JP（1934年—2007年5月4日）香港會計師。英國愛丁堡大學畢業。他是蘇格蘭特許會計師公會會員及香港會計師公會會員。1959年加入羅兵咸會計師事務所（今羅兵咸永道）。1982年任香港會計師公會主席。1985年至1988年任香港立法局議員（商界（第一）功能界別）。1986年至1987年出任香港總商會主席。1989年以羅兵咸高級合夥人身份退休。2007年逝世，享年73歲。